# Сакер, Ривка
Ривка Сакер (ивр. רבקה סאקר‎) — коллекционер произведений искусства. Работает в Нью-Йорке и Тель-Авиве; она является председателем правления Sotheby’s Israel, а также основателем и председателем совета директоров Artis. В 2004 году Сакер основала Artis — некоммерческую художественную организацию для поддержки израильских художников и создания возможностей для их продвижения за рубежом. Она помогала поддерживать проекты израильских художников, включая Яэль Бартана, Гилада Ратмана, Нааму Цабар, Ариэля Шлезингера и других. 
Сакер родилась в Тель-Авиве, Израиль. Она получила степень бакалавра экономики и истории искусств в Хайфском университете. После окончания университета она поступила в Хайфский технологический институт «Технион», где получила степень магистра гуманитарных наук в области городского планирования. В 1982 году Сакер присоединилась к Sotheby’s и основала первый офис Sotheby’s в Израиле. В 2006 году Сакер была назначена председателем правления Sotheby’s Israel. Она также является членом совета директоров Sotheby’s Europe.
Сакер является членом совета директоров различных культурных учреждений, включая Израильский филармонический оркестр, Ассоциацию декоративно-прикладного искусства Израиля, Тель-Авивский музей изобразительных искусств и Академию искусств и дизайна «Бецалель». Она также является сопредседателем комитета «Здесь и сейчас» по приобретению израильского искусства для Израильского музея. В 2013 году газета Haaretz назвала Сакер одной из 10 самых влиятельных людей на израильской арт-сцене.